# Pretty Rhythm: Dear My Future
Pretty Rhythm: Dear My Future (プリティーリズム・ディア·マイ·フューチャー?, Puritī Rizumu Dia Mai Fyūchā) è un media franchise giapponese prodotto da Takara Tomy, sequel di Pretty Rhythm: Aurora Dream. Consiste in un videogioco arcade lanciato nel 2012 e in una serie televisiva anime prodotta da Tatsunoko Production e andata in onda su TV Tokyo dal 7 aprile 2012 al 30 marzo 2013; le esibizioni sono realizzate utilizzando l'animazione al computer.
Sia le Prizmmy☆ che le PURETTY sono modellate sulle cantanti dei gruppi di idol omonimi, realmente esistenti.
Un sequel con protagoniste diverse, intitolato Pretty Rhythm: Rainbow Live, è stato trasmesso su TV Tokyo dal 6 aprile 2013 al 29 marzo 2014.
Uno spin-off del franchise di Pretty Rhythm, intitolato PriPara, è stato trasmesso su TV Tokyo dal 5 luglio 2014 al 28 marzo 2017. Prima della sua messa in onda, dal 5 aprile al 14 giugno 2014 è stato trasmesso Pretty Rhythm: All Star Selection, una selezione di tredici episodi delle tre serie di Pretty Rhythm, con brevi intermezzi in cui Aira Harune di Aurora Dream, Mia Ageha di Dear My Future e Naru Ayase di Rainbow Live aiutano la protagonista Lala nel suo percorso per diventare una Prism Star.
L'8 marzo 2014 è uscito il primo film cinematografico di Pretty Rhythm dal titolo Pretty Rhythm All Star Selection: Prism Show☆Best Ten, crossover con Pretty Rhythm: Aurora Dream e Pretty Rhythm: Rainbow Live.

## Trama
La storia è ambientata tre anni dopo gli avvenimenti della serie precedente. Mia, Reina, Karin e Ayami formano il gruppo delle Prizmmy☆ e aspirano a diventare delle stelle del Prism Show, grazie all'aiuto delle loro tutor Aira Harune, Rizumu Amamiya e Mion Takamine, protagoniste di Aurora Dream, ormai diciottenni. Le loro rivali sono le cinque coetanee coreane che formano il gruppo delle PURETTY: Hye-in, Shi-yoon, Jae-eun, Chae-kyoung e So-min.
A metà serie, per un po' di tempo, i membri dei due gruppi vengono mescolati tra loro: il Team A, composto da Reina, Ayami e Jae-eun, sono le Sprouts; il Team B, composto da Karin, Hye-in e Shi-yoon, sono le P&P; il Team C, composto da Mia, Chae-kyoung e So-min, sono le COSMOs.

## Personaggi

### Prizmmy☆
Formato ufficialmente nell'episodio 3, è un'abbreviazione di "Prism with me". Nell'episodio 12 vincono la coppa Stand Up Girl, ricevendo la Prism Stone con i Symphonia Boots; nell'episodio 21, vincono a Nagoya, guadagnando il titolo di miglior team e il Symphonia Top; nell'episodio 24 trovano la Symphonia Skirt attraverso un videogioco ambientato nel mondo dei vestiti. Nell'episodio 41, perdendo contro le MARs, sono costrette a passare alla Symphonia Company. Ritornano alla Pretty Top nell'episodio 42. Nella finale, la Symphonia Selection, vincono contro le MARs.
Mia Ageha (上葉 みあ?, Ageha Mia)
Doppiata da: Rumi Ōkubo (ed. giapponese)
Ha 14 anni e il suo Pair-Charm è Mimi. È forte, allegra, impertinente, ha fiducia in se stessa e vuole diventare più brava di Aira; vuole essere la numero 1 in tutto. Sbaglia sempre il nome di Penguin-sensei, chiamandolo 'Pen-chan-sensei', e chiama Yun-su 'ragazzo rivale di Sho'. Ha una cotta per Prism Ace, ed è l'unica a non aver capito che si tratta in realtà di Jun. Nell'episodio 31, forma le COSMOs con Chae-kyoung e So-min per poter partecipare alla Road To Symphonia. Nella finale, la Symphonia Selection, riesce a fare il suo Prism Act da sola; nell'episodio 50 ottiene la Symphonia Tiara e il titolo di "Dea della Symphonia" insieme a Hye-in. È modellata sulla cantante Mia Kusakabe.
Reina Miyama (深山 れいな?, Miyama Reina)
Doppiata da: Natsumi Takamori (ed. giapponese)
Ha 14 anni e il suo Pair-Charm è Remi. Ammira Aira. È una ragazza sensibile e ragionevole, spesso deve fermare i colpi di testa di Mia. È molto dotata nel canto ed innamorata di Itsuki, il fratello minore di Aira. Nell'episodio 27, forma le Sprouts con Ayami e Jae-eun per poter partecipare alla Road To Symphonia. È modellata sulla cantante Reina Kubo.
Karin Shijimi (志々美 かりん?, Shijimi Karin)
Doppiata da: Minami Tsuda (ed. giapponese)
Ha 13 anni e il suo Pair-Charm è Rimi. Riesce a rallegrare tutti coloro che le sono intorno; causa spesso guai agli altri, benché sia una ragazza riflessiva. Ama ballare, ha otto fratelli minori e ha l'abitudine di dire "Galactical!". Nell'episodio 28, forma le P&P con Hye-in e Shi-yoon per poter partecipare alla Road To Symphonia. È modellata sulla cantante Karin Takahashi.
Ayami Ōruri (大瑠璃 あやみ?, Ōruri Ayami)
Doppiata da: Ayane Sakura (ed. giapponese)
Ha 12 anni e il suo Pair-Charm è Yami. È timida, gentile e tranquilla, ma al momento giusto sa essere coraggiosa. Ha senso della moda e prende abitualmente appunti in un taccuino. Nell'episodio 27, forma le Sprouts con Reina e Jae-eun per poter partecipare alla Road To Symphonia. È modellata sulla cantante Ayami Sema.

### PURETTY
Formato ufficialmente nell'episodio 13, il nome deriva dall'unione di "Pure" e "Pretty". Nell'episodio 19 vincono la prima prova del Prism Summer Festival a Kōbe contro le Prizmmy☆. Nell'episodio 42 vincono contro le MARs, riportando Aira alla normalità. Nelle finali, la Symphonia Selection, vincono contro le Serenon with K.
Hye-in (ヘイン?, Hein)
Doppiata da: Kanae Itō (ed. giapponese)
Ha 15 anni. È una ragazza vivace, amica d'infanzia di Mia. Si impegna molto seriamente per raggiungere i propri obiettivi. Ama fortificare la propria resistenza, arrivando a percorrere ogni giorno 30 giri di pista. Nell'episodio 21 riesce a fare il suo Prism Act da sola, vincendo il MVP per le PURETTY e il Symphonia Dress. Nell'episodio 28, forma le P&P con Karin e Shi-yoon per poter partecipare alla Road To Symphonia. Nell'episodio 32, dopo aver incontrato Don Bombie/Kintaro, tenta di fare un Prism Act, ma nel farlo viene quasi risucchiata da un vortice; fortunatamente, non riesce a completarlo, ma Kintaro capisce che Hye-in è in grado di fare il Grateful Symphonia. Nell'episodio 50 ottiene la Symphonia Tiara e il titolo di "Dea della Symphonia" insieme a Mia. È modellata sulla cantante Yoo Hye-in.
Shi-yoon (シユン?, Shiyun)
Doppiata da: Hyang-Ri Kim (ed. giapponese)
Ha 16 anni. Lenta, riflessiva e sognatrice, nota tutti i particolari e agisce da sorella maggiore del gruppo. Solitamente docile, quando si arrabbia diventa pericolosa. È molto amica di Karin e ha l'abitudine di dire "Ya~y!". Nell'episodio 28, forma le P&P con Karin e Hye-in per poter partecipare alla Road To Symphonia. È modellata sulla cantante Cho Shi-yoon.
Jae-eun (ジェウン?, Jeun)
Doppiata da: Madoka Yonezawa (ed. giapponese)
Ha 13 anni. Svampita e goffa, è dolce e onesta. Sviluppa molto velocemente delle cotte per ragazzi che ritiene bellissimi, come per esempio Sho e Itsuki, ma le passano subito. È molto amica di Reina e ha l'abitudine di dire "Paku-Paku!". Nell'episodio 27, forma le Sprouts con Reina e Ayami per poter partecipare alla Road To Symphonia. È modellata sulla cantante Jeon Jae-eun.
Chae-kyoung (チェギョン?, Chegyon)
Doppiata da: Satomi Akesaka (ed. giapponese)
Ha 16 anni. È una ragazza originale che proviene da una famiglia ricca. È brava a trovare il lato positivo delle situazioni, ma crede di poter risolvere i problemi con il denaro. Ha l'abitudine di dire "Celebrity!". Ha un fratello maggiore, Yun-su, ed è molto amica di Ayami. Sua madre Myong-ja era una famosa attrice e Chae-kyoung vorrebbe renderla fiera di lei trionfando nello stesso campo: per questo, era talvolta gelosa del fratello, quando quest'ultimo riceveva gli elogi della madre per i disegni fatti. Nell'episodio 23 viene scelta per girare un film, ma rifiuta perché vuole continuare a essere una Prism Star. Nell'episodio 31, forma le COSMOs con Mia e So-min per poter partecipare alla Road To Symphonia. È modellata sulla cantante Yoon Chae-kyoung.
So-min (ソミン?, Somin)
Doppiata da: Marie Miyake (ed. giapponese)
Ha 14 anni. È dolce e gentile, non sopporta che le cose vengano fatte nel modo sbagliato e, se può, le corregge; comincia a piangere quando è arrabbiata. Ha una cotta per Yun-su e nell'episodio 35 gli confessa il suo amore. Ha paura dell'acqua perché da piccola ha rischiato di annegare, ma grazie a Yun-su riesce a superarla. Litiga alcune volte con Mia e odia il superfluo. Nell'episodio 31, forma le COSMOs con Mia e Chae-kyoung per poter partecipare alla Road To Symphonia. È modellata sulla cantante Jeon So-min.

### LOVE∞MIX
Duo maschile che debutta nell'episodio 30.
Yong-hwa (ヨンファ?, Yonfa)
Doppiato da: Minami Takayama (ed. giapponese)
Un famoso idol che appartiene alla stessa agenzia delle PURETTY, appare nell'episodio 22. È molto popolare e ha un folto gruppo di ammiratrici che appaiono dal nulla appena sentono il suo nome. È amico d'infanzia di Chae-kyoung e Yun-su; ha la capacità di individuare quello che le persone amano di più. Sapendo che Reina ha una cotta per Itsuki, la prende spesso in giro per i suoi sentimenti. Nel futuro lo si vede fare l'attore e alla fine della serie parte con Yun-su in giro per il mondo.
Itsuki Harune (春音 いつき?, Harune Itsuki)
Doppiato da: Motoko Kumai (ed. giapponese)
Fratello minore di Aira, la prende sempre in giro, ha 14 anni ed è l'oggetto dell'affetto di Reina; nell'ultimo episodio le chiede di uscire insieme. Appare molto più maturo della sua età e non è goffo come la sorella. Nel futuro lo si vede fare il medico.

### Altri personaggi
In Pretty Rhythm: Dear My Future ritornano praticamente quasi tutti i personaggi della serie precedente, cresciuti, che fungono da consiglieri e talvolta sfidanti delle Prizmmy☆ e delle PURETTY. Al duo Serenon si è aggiunta Kaname, e insieme formano il trio Serenon with K.
Yun-su (ユンス?, Yunsu)
Doppiato da: Wataru Hatano (ed. giapponese)
È il fratello maggiore di Chae-kyoung e il proprietario del Dear Crown, un negozio di moda aperto di fianco a quello di Sho. È il rivale di quest'ultimo non tanto in affari ma in amore, poiché anche Yun-su è innamorato di Aira, verso cui nutre un profondo rispetto, considerandola la sua musa ispiratrice. È oggetto delle attenzioni di So-min. Alla fine della serie decide di partire in giro per il mondo, lasciando la gestione del Dear Crown a Michelle.
Don Bombie (ドン・ボンビー?, Don Bonbī) / Kintaro Asechi (阿世知 欽太郎?, Asechi Kintarō)
Doppiato da: Shigeru Chiba e Takashi Kondō (da giovane) (ed. giapponese)
È il presentatore scatenato dei Prism Show. Nell'episodio 38 rivela la sua vera identità e si scopre essere il padre di Kyoko e marito di Kei scomparso da tempo, creatore del Grateful Symphonia e dei due abiti bianco e nero, il Pure White Wedding e il Romantic Night Wedding. Per il gusto di vincere, fece debuttare Kyoko e voleva che diventasse Prism Queen; fece debuttare anche una sua possibile rivale, Sonata Kanzaki. Dopo aver portato Aira dalla sua parte, facendole indossare il Symphonia Dress con le Symphonia Pumps, nuove creazioni della Symphonia Series, nell'episodio 38 fa firmare un contratto alle MARs, affinché lascino la Pretty Top e vengano alla Symphonia Company; successivamente, le Serenon with K, i Love∞Mix e le Prizmmy☆ tentano di riportare Aira alla normalità, ma falliscono e sono costretti anche loro ad andare alla Symphonia Company. Grazie alle PURETTY, che vincono contro le MARs, tornano tutti alla Pretty Top. Alla fine della serie chiede scusa per tutto quello che ha fatto e lo si vede coltivare la terra.
Myong-ja (ミョンジャ?, Myonja)
Doppiata da: Noriko Hidaka (ed. giapponese)
È la madre di Yun-su e Chae-kyoung. È stata una grande attrice, ritiratasi in giovane età. Dopo aver incontrato Kintaro, quest'ultimo le chiese di diventare una Prism Star e lasciare la carriera di attrice; successivamente, Kintaro la lasciò e si affidò a Kei.
Michelle (ミシル?, Mishiru)
Doppiata da: Tōko Aoyama (ed. giapponese)
È l'insegnante di danza delle PURETTY e presidente della Dear Princess.
Mimi (ミミー?, Mimī)
Doppiata da: Rumi Ōkubo (ed. giapponese)
È il Pair-Charm di Mia, di personalità schietta, onesta e passionale.
Remi (レミー?, Remī)
Doppiata da: Natsumi Takamori (ed. giapponese)
È il Pair-Charm di Reina, di personalità seria e impaziente.
Rimi (リミー?, Rimī)
Doppiata da: Minami Tsuda (ed. giapponese)
È il Pair-Charm di Karin, di personalità accomodante. È sempre molto assonnata.
Yami (ヤミー?, Yamī)
Doppiata da: Ayane Sakura (ed. giapponese)
È il Pair-Charm di Ayami. È molto golosa e pensa sempre e solo a mangiare.
Vivi (ビビ?, Bibi)
Doppiata da: Susumu Chiba (ed. giapponese)
È il Pair-Charm delle PURETTY, di aspetto simile ad un gatto, e il suo carattere sfacciato la mette sempre in lite con Penguin-sensei. Si può trasformare in una borsa o, durante i Prism Show, in un braccialetto, indossato da Hye-in.
Ichiro (一郎?, Ichirō), Jiro (二郎?, Jirō), Saburo (三郎?, Saburō), Shiro (四郎?, Shirō), Goro (五郎?, Gorō), Rokuro (六郎?, Rokurō), Shichiro (七郎?, Shichirō) & Hachibe (八兵衛?, Hachibē)
Doppiati da: Tōko Aoyama (Ichiro), Aki Nakajima (Saburo), Hiro Nakajima (Hachibe) (ed. giapponese)
Sono gli otto fratelli minori di Karin. Si somigliano molto e solo Karin è in grado di riconoscere ognuno di loro. I loro nomi riprendono i numeri in lingua giapponese.

## Terminologia
Prism Act (プリズムアクト?, Purizumu Akuto)
Definito "rivoluzione del cuore", è una particolare performance in cui ogni Prism Star, eseguendolo, attraversa l'Act Trying (un tunnel), viaggiando verso un altro mondo.
Grateful Symphonia (グレイトフルシンフォニア?, Gureitofuru Shinfonia)
Chiamato "Prism Act finale", a cui ogni Prism Star aspira. Per farlo, servono sia il Pure White Wedding che il Romantic Night Wedding. A coloro che lo eseguono si apre un portale verso un altro mondo, il Mondo Symphonia, ma nessuno finora è riuscito ad arrivare dall'altra parte. Esso è una creazione del più grande designer mondiale, Kintaro Asechi, il padre di Kyoko e marito di Kei.
My Fan Call (マイファンコール?, Mai Fan Kōru)
È un'opzione di speciali telefonini con cui si può incrementare il punteggio della propria Prism Star preferita. Vi sono tre opzioni per giudicare la performance attraverso tre pulsanti: quello rosa 'Cute', quello blu 'Cool' e quello giallo 'Happy'.

## Anime

### Episodi
| Nº | Titolo italiano (traduzione letterale) Giapponese 「Kanji」 - Rōmaji                                                                                           | In onda           | In onda |
| Nº | Titolo italiano (traduzione letterale) Giapponese 「Kanji」 - Rōmaji                                                                                           | Giapponese        |         |
| 1  | Hello My Future 「ハローマイフューチャー」 - Harō Mai Fyūchā                                                                                                   | 7 aprile 2012     |         |
| 2  | Prendi la corona che splende per te 「あなたにきらめく王冠を」 - Anata ni kirameku kuraun wo                                                                   | 14 aprile 2012    |         |
| 3  | Get! My Fan Call 「ゲット！マイファンコール」 - Getto! Mai Fan Kōru                                                                                            | 21 aprile 2012    |         |
| 4  | Rivoluzione del cuore: Prism Act! 「ハートの革命・プリズムアクト！」 - Hāto no kakumei: Purizumu Akuto!                                                        | 28 aprile 2012    |         |
| 5  | Primo amore!? My☆Prince 「初恋！？マイ☆プリンス」 - Hatsukoi!? Mai☆Purinsu                                                                                     | 5 maggio 2012     |         |
| 6  | Il Memo Memo è un problema vietato! 「メモメモ禁止は困るのです！」 - Memo Memo kinshi wa komaru no desu!                                                       | 12 maggio 2012    |         |
| 7  | La contesa per la leader! Le elezioni generali delle Prizmmy☆ 「リーダー争奪！Ｐｒｉｚｍｍｙ☆総選挙」 - Rīdā sōdatsu! Prizmmy☆ sō senkyo                       | 19 maggio 2012    |         |
| 8  | L'ultimo membro odia il superfluo! 「ラストメンバーはムダがお嫌い！」 - Rasuto menbā wa muda gao kirai!                                                        | 26 maggio 2012    |         |
| 9  | Cuore agitato! Confronto tra giovani designer 「揺れるハート！イケメンデザイナー対決」 - Yureru hāto! Ikemen dezainā taiketsu                                  | 2 giugno 2012     |         |
| 10 | Mia se ne va!? La seria battaglia con Aira 「みあ脱退！？あいらとガチバトル」 - Mia dattai!? Aira to gachi batoru                                              | 9 giugno 2012     |         |
| 11 | MARs e il batticuore ♥ Il campo di allenamento alle terme 「ＭＡＲｓとドキドキ♥温泉合宿」 - MARs to dokidoki ♥ Onsen gasshuku                                  | 16 giugno 2012    |         |
| 12 | Stand Up! My Girl Soul! 「スタンドアップ！マイガールズソウル！」 - Sutando Appu! Mai Gāruzu Souru!                                                             | 23 giugno 2012    |         |
| 13 | Il giorno del destino avvolto nel profumo! 「パフュームまとう運命の日！」 - Pafyūmu matou unmei no hi!                                                         | 30 giugno 2012    |         |
| 14 | La P-nation delle PURETTY fatta di alti e bassi 「ＰＵＲＥＴＴＹ波乱のＰ-ｎａｔｉｏｎ」 - PURETTY haran no P-nation                                            | 7 luglio 2012     |         |
| 15 | Il batticuore delle rose ♥ Il principe dei segreti 「バラのときめき♥ヒミツの王子様」 - Bara no tokimeki ♥ Himitsu no ōji-sama                                  | 14 luglio 2012    |         |
| 16 | La ricerca indipendente con Magical Mion 「マジカルみおんＤＥ自由研究」 - Majikaru Mion DE jiyukenkyū                                                          | 21 luglio 2012    |         |
| 17 | La signora dello zoo, Shi-yoon 「動物園の王者、シユン」 - Dōbutsuen no ouja, Shiyun                                                                            | 28 luglio 2012    |         |
| 18 | Vacanze estive! Una sirena color estate 「サマーバカンス！夏色マーメイド」 - Samā bakansu! Natsuiro māmeido                                                    | 4 agosto 2012     |         |
| 19 | Si solleva il sipario sul Summer Festival! PURETTY Go! Go! Go! 「サマーフェス開幕！ＰＵＲＥＴＴＹ Ｇｏ！Ｇｏ！Ｇｏ！」 - Samāfesu kaimaku! PURETTY Go! Go! Go! | 11 agosto 2012    |         |
| 20 | L'ultima nota è il profumo della passione 「ラストノートは情熱の香り」 - Rasuto nōto wa jōnetsu no kaori                                                       | 19 agosto 2012    |         |
| 21 | Il cuore svolazzante, il risveglio del Symphonia 「羽ばたきの心、シンフォニアの目覚め」 - Habataki no kokoro, Shinfonia no mezame                              | 26 agosto 2012    |         |
| 22 | Un cuore molto innamorato in subbuglio 「ビッグラブでハートをシャッフル」 - Biggu rabu de hāto wo shaffuru                                                     | 1º settembre 2012 |         |
| 23 | Una celebrity story sullo schermo d'argento 「銀幕セレブリティーストーリー」 - Ginmaku sereburitī sutōrī                                                       | 8 settembre 2012  |         |
| 24 | Prendete il tesoro! La grande avventura dei Charm! 「お宝ゲットだ！チャムの大冒険！」 - O takara getto! Chamu no daibōken!                                     | 14 settembre 2012 |         |
| 25 | Il sano è il migliore! Prism cooking 「元気が一番！プリズム・クッキング」 - Genki ga ichiban! Purizumu kukkingu                                                | 22 settembre 2012 |         |
| 26 | I Wedding bianco e nero 「白と黒のウェディング」 - Shiro to kuro no Wedingu                                                                                    | 29 settembre 2012 |         |
| 27 | Shall We Dance con le nuove squadre? 「新チームでシャル ウィ ダンス？」 - Shin chīmu de Sharu Wi Dansu?                                                        | 8 ottobre 2012    |         |
| 28 | La confessione di Rizumu. Le parole d'amore sono…… 「りずむの告白 愛の言葉は⋯⋯」 - Rizumu no kokuhaku Ai no kotoba wa……                                        | 13 ottobre 2012   |         |
| 29 | Dedicato a una musa I LOVE YOU 「女神にささぐ Ｉ ＬＯＶＥ ＹＯＵ」 - Myūzu ni sasagu I LOVE YOU                                                                | 20 ottobre 2012   |         |
| 30 | L'abbinamento di Halloween è il Love Mix Concerto 「ハロウィンコーデはラブミックスコンチェルト」 - Harowin kōde wa Rabu Mikkusu Koncheruto                     | 27 ottobre 2012   |         |
| 31 | Cheer! Yeah!×2 Lascia fiorire i sogni! 「Ｃｈｅｅｒ！Ｙｅａｈ！×２ 夢を咲かせちゃえ！」 - Cheer! Yeah!×2 Yume wo sakasechae!                                   | 3 novembre 2012   |         |
| 32 | Vento, soffia! Nel Prism Heart 「風よ吹け！プリズムのハートに」 - Kaze yo fuke! Purizumu no Hāto ni                                                            | 10 novembre 2012  |         |
| 33 | Il ristorante paku-paku dell'amore 「恋のパクパクレストラン」 - Koi no pakupaku resutoran                                                                      | 17 novembre 2012  |         |
| 34 | Balla, insegnante di danza 「踊れダンスティーチャー」 - Odore dansu tīchā                                                                                      | 24 novembre 2012  |         |
| 35 | Il cuore infranto da batticuore di So-min 「ソミンのときめきハートブレイク」 - Somin no tokimeki hāto bureiku                                                  | 1º dicembre 2012  |         |
| 36 | La competizione delle fanciulle: Road To Symphonia 「乙女の競演 ロードトゥシンフォニア」 - Otome no kyōen Rōdo Tu Shinfonia                                    | 8 dicembre 2012   |         |
| 37 | La decisione di Aira 「あいらの決断」 - Aira no ketsudan | 15 dicembre 2012  |         |
| 38 | Metamorfosi di sogni e misteri 「夢と神秘のメタモルフォーゼ」 - Yume to shinpi no metamorufōze                                                                 | 22 dicembre 2012  |         |
| 39 | La principessa del silenzio 「沈黙のプリンセス」 - Chinmoku no purinsesu                                                                                       | 5 gennaio 2013    |         |
| 40 | Il segreto sulla nascita del Symphonia 「シンフォニア誕生の秘密」 - Shinfonia tanjō no himitsu                                                                 | 12 gennaio 2013   |         |
| 41 | Il Pretty Remake d'amicizia 「友情のプリティーリメイク」 - Yūjō no Puritī Rimeiku                                                                              | 19 gennaio 2013   |         |
| 42 | Verso la fine dell'universo Go! Sky High 「宇宙の果てへＧｏ！スカイハイ」 - Uchū no hate he Go! Sukai Hai                                                      | 26 gennaio 2013   |         |
| 43 | Rialzatevi star! 「立ち上がれスタァ！」 - Tachiagare sutā! | 2 febbraio 2013   |         |
| 44 | Rivoluzione di passione 「情熱レボリューション」 - Jōnetsu reboryūshon                                                                                         | 9 febbraio 2013   |         |
| 45 | Il preludio del cielo stellato 「星空のプレリュード」 - Hoshizora no pureryūdo                                                                                 | 16 febbraio 2013  |         |
| 46 | La contesa per il centro! La rivale è un'amica? 「センター争奪！ライバルは友達？」 - Sentā sōdatsu! Raibaru wa tomodachi?                                      | 23 febbraio 2013  |         |
| 47 | Mia egoista: il putiferio senza precedenti annullato all'ultimo minuto 「ワガママみあ 前代未聞のドタキャン騒動」 - Wagamama Mia zendaimimon no dotakyan sōdō   | 2 marzo 2013      |         |
| 48 | Sipario! Grateful Symphonia 「開演！グレイトフルシンフォニア」 - Kaien! Gureitofuru Shinfonia                                                                  | 9 marzo 2013      |         |
| 49 | Il domani sarà perduto 「失われる明日」 - Ushinawareru ashita                                                                                                  | 16 marzo 2013     |         |
| 50 | Il mio futuro è il migliore! 「未来の私がいちばーん！」 - Mirai no watashi ga ichibān!                                                                         | 23 marzo 2013     |         |
| 51 | Dear My Future 「Ｄｅａｒ マイフューチャー」 - Dear Mai Fyūchā                                                                                                 | 30 marzo 2013     |         |

#### Pretty Rhythm STUDIO
Alla fine di ogni episodio, prima della sigla di chiusura e dell'anteprima, c'è una piccola parte live-action, in cui sono presenti le Prizmmy☆ e le nuove Prism☆Mates, dove si parla di moda e ballo e si creano sfide e altro.

### Colonna sonora
Sigla di apertura
- Dear My Future ~Mirai no jibun he~ (Ｄｅａｒ Ｍｙ Ｆｕｔｕｒｅ ～未来の自分へ～?), di Prizmmy☆ (ep. 1-13)
- BRAND NEW WORLD!!, di Prizmmy☆ (ep. 14-26)
- Life is Just a Miracle ~Ikiteru tte subarashī~ (Ｌｉｆｅ ｉｓ Ｊｕｓｔ ａ Ｍｉｒａｃｌｅ ～生きてるって素晴らしい～?), di Prizmmy☆ (Rumi Ōkubo, Natsumi Takamori, Minami Tsuda e Ayane Sakura) (ep. 27-39)
- Pump it up! (パンピナッ！?), di Prizmmy☆ (ep. 40-51)

Sigla di chiusura
- my Transform, di Prizmmy☆ (ep. 1-13)
- Cheki☆Love (チェキ☆ラブ?), di PURETTY (ep. 14-26)
- Body Rock, di Prizmmy☆ (ep. 27-39)
- Shuwa Shuwa BABY (シュワシュワＢＡＢＹ?), di PURETTY (ep. 40-51)

Insert songs
- You May Dream, di LISP (Kana Asumi, Azusa Kataoka e Sayuri Hara) (ep. 1, 32, 48)
- You May Dream (Aurora Rising Ver.) (Ｙｏｕ Ｍａｙ Ｄｒｅａｍ （オーロラライジング Ｖｅｒ．）?), di LISP (Kana Asumi, Azusa Kataoka e Sayuri Hara) (ep. 2-3, 10-11, 14, 31)
- Dear My Future ~Mirai no jibun he~ (Ｄｅａｒ Ｍｙ Ｆｕｔｕｒｅ ～未来の自分へ～?), di Prizmmy☆ (ep. 3-4-5-6-7-8-9-10, 12-13-14-15, 19-20-21-22, 24-25, 51)
- my Transform, di Prizmmy☆ (ep. 6, 12-13-14-15, 19-20-21-22-23, 49)
- Party driver, di Prizmmy☆ (ep. 6-7-8, 22)
- Summer day, di Prizmmy☆ (ep. 6, 8-9, 18)
- Dream Goes On, di Aira Harune (Kana Asumi) (ep. 8, 10)
- LolitA☆Strawberry in summer, di Tōkyō Joshi-ryū (ep. 12)
- EZ DO DANCE, di Dream5 (ep. 12)
- Cheki☆Love (チェキ☆ラブ?), di PURETTY (ep. 13-14-15-16-17-18-19-20-21, 49)
- 1000% kyunkyun sasete yo♡ (１０００％キュンキュンさせてよ♡?), di Pretty Rhythm☆All Stars (Kana Asumi, Sayuri Hara, Azusa Kataoka, Madoka Yonezawa e Satomi Akesaka) (ep. 14-15, 19)
- 1/1000 Eien no bigaku (１／１０００永遠の美学?), di Callings Sho‧Hibiki‧Wataru (Takashi Kondō, Kenn e Nobuhiko Okamoto) (ep. 14-15, 48)
- Never Let Me Down ~Ganbari yaa!~ (Ｎｅｖｅｒ Ｌｅｔ Ｍｅ Ｄｏｗｎ ～がんばりやぁ！～?), di Serenon Serena Jounouchi‧Kanon Toudou (Madoka Yonezawa e Satomi Akesaka) (ep. 14, 36)
- Shall We Go?!, di Kaname Chris (Kanae Itō) (ep. 14, 48)
- Mirage JET, di Sprouts (Ayane Sakura, Natsumi Takamori e Madoka Yonezawa) (ep. 27, 29, 33, 36)
- Thank you-!! (サンキュッ！！?), di P&P (Kanae Itō, Minami Tsuda e Hyang-Ri Kim) (ep. 28, 32, 37)
- LOVE♥MIX, di LOVE∞MIX (Minami Takayama e Motoko Kumai) (ep. 30, 40, 48)
- cheer! yeah!×2, di COSMOs (Rumi Ōkubo, Satomi Akesaka e Marie Miyake) (ep. 31, 34-35, 37)
- Yoinakaso♥ (よいなかそ♥?), di Serenon with K (Madoka Yonezawa, Satomi Akesaka e Kanae Itō) (ep. 36, 39, 45)
- Que sera, di MARs (Kana Asumi, Sayuri Hara, Azusa Kataoka) (ep. 38-39, 41-42, 44)
- Shuwa Shuwa BABY (シュワシュワＢＡＢＹ?), di PURETTY (ep. 40, 43, 45, 49)
- Life is Just a Miracle ~Ikiteru tte subarashī~ (Ｌｉｆｅ ｉｓ Ｊｕｓｔ ａ Ｍｉｒａｃｌｅ ～生きてるって素晴らしい～?), di Prizmmy☆ (Rumi Ōkubo, Natsumi Takamori, Minami Tsuda e Ayane Sakura) (ep. 41, 43-44, 46, 49-50)

## Distribuzioni internazionali
L'anime è arrivato anche in Corea del Sud, Hong Kong, Taiwan e Sud-est asiatico. In Corea del Sud, dove è stato trasmesso prima di Aurora Dream, sono stati cambiati tutti i nomi e quelli già coreani sono stati leggermente modificati. La sigla di apertura è la versione coreana di Cheki☆Love con un diverso video; sono state tradotte e cantate tutte le canzoni e il video delle sigle di chiusura cambia, mantenendo la musica originale, ma il testo tradotto. A Hong Kong sono state mantenute le versioni originali delle canzoni e gli episodi, oltre ad essere doppiati, sono sottotitolati; la terza sigla di chiusura è stata trasmessa a partire dall'episodio 28, al contrario dell'originale; il video delle sigle di chiusura cambia, mantenendo comunque la musica e il testo originale. Nel Sud-est asiatico è stato trasmesso doppiato, con le canzoni originali.
| Stato                                                                                             | Canale/i televisivo       | Data prima TV                                                   | Titolo |
| ------------------------------------------------------------------------------------------------- | ------------------------- | --------------------------------------------------------------- | --- |
| Corea del Sud                                                                                     | SBS                       | 13 febbraio – 7 agosto 2013                                     | Kkum-ui boseog Prism Stone (꿈의 보석 프리즘 스톤?; lett. "Gioielli di sogni Prism Stone")                  |
| Hong Kong                                                                                         | TVB Jade                  | 26 gennaio – 27 luglio 2013                                     | Xīngguāng shàonǚ‧měimèng chéng zhēn (星光少女‧美夢成真S, lett. "Ragazze stellate - Un sogno che si avvera") |
| Filippine Singapore Brunei Cambogia Indonesia Laos Malaysia Birmania Papua Nuova Guinea Timor Est | Animax                    | 14 aprile 2014                                                  | Pretty Rhythm: Dear My Future                                                                               |
| Taiwan                                                                                            | YOYO TV, MY KIDS TV       | 9 novembre 2012 – 1º novembre 2013, 15 giugno – 7 dicembre 2013 | Xīngguāng shàonǚ měimèng chéng zhēn (星光少女 美夢成真S, lett. "Ragazze stellate - Un sogno che si avvera") |
| Siria                                                                                             | Spacetoon, Space Power TV |                                                                 | Iiqae Jamila aljuz' alththani (إيقاع جميلة الجزء الثاني)                                                    |